# 岡山県立吉備北陵高等学校
岡山県立吉備北陵高等学校（おかやまけんりつ きびほくりょうこうとうがっこう）は、岡山県加賀郡吉備中央町湯山にあった県立の高等学校。1984年（昭和59年）に岡山県立賀陽高等学校と岡山県立加茂川高等学校の統合によって開校したが、高校再編により2008年（平成20年）3月で岡山県立高梁高等学校に統合された。跡地は吉備中央町立加賀中学校となっている。

## 沿革
- 1984年（昭和54年） 岡山県立賀陽高等学校と岡山県立加茂川高等学校が統合され岡山県立賀陽高等学校（2代目）設立
- 1987年（昭和62年） 岡山県立吉備北陵高等学校へ改称
- 2008年（平成20年） 3月2日、閉校式が行われた。
- 2014年（平成26年）4月　吉備中央町立加賀中学校が跡地に開校。